# 일제 아이힝거
일제 아이힝거(Ilse Aichinger, 1921년 11월 1일 ~ 2016년 11월 11일)는 오스트리아의 작가이다.

## 생애
1921년 유대인 어머니와 비유대인 아버지의 딸로 빈에서 태어났다. 의학대학에 다니던 중 자전 요소가 강한, 첫 작품이자 유일한 장편 소설인 ≪더 큰 희망≫을 집필하기 위해 학업을 중단했다. ≪더 큰 희망≫은 1948년 암스테르담에서 처음으로 출판되었다. 1949∼1950년에 일제는 프랑크푸르트암마인에 있는 피셔 출판사의 편집위원으로 활동했다. 1951년 새로운 시대의 문학을 주창한 47그룹의 모임에 참가했으며, 1952년 단편 ＜거울 이야기＞로 47그룹 상을 수상했다.
주요 출간도서로는 단편집 ≪교수대 아래에서의 연설≫(1952), 단편집 ≪내가 사는 곳≫(1963), 작품집 ≪나쁜 낱말들≫(1976), 단편집 ≪나의 언어와 나≫(1978), 자서전 ≪영화와 숙명≫(2001) 등이 있다. 페트라르카 상(1982), 프란츠 카프카 상(1983), 대 오스트리아 국가 문학상(1995) 외 다수의 상을 받았다.
빈에 거주하다가 1921년 11월 11일 95세의 나이로 사망하였다.

## 추가 문헌
- A Spatial Reading of Ilse Aichinger's Novel 'Die größere Hoffnung' by Gail Wiltshire, en:Königshausen & Neumann, Würzburg 2015 (독일어) ISBN 978-3826057076